# Etikett (viselkedéskultúra)
Az etikett a társadalmi viselkedési szabályok egy bizonyos korra és nemzeti kultúrára jellemző összessége, régebben az előkelő társadalmi érintkezés formáinak merev rendszere, történelmileg az egyes királyi udvarok viselkedési szabályainak összessége. A diplomáciai protokoll az illemtani szabályokon túlmenően a diplomáciai érintkezés részletesen szabályozott területe.

## Illem, etikett, protokoll
A viselkedés eszköz a normális emberi kapcsolatok kialakításában mind a magán-, mind a hivatali életben, amelyet két csoport határoz meg:
- passzívák: mindazok, amelyekre a szülők, a környezet és a társadalom tanít meg: a jellem, a lelkiismeret, a jó modor, a helyes viselkedés, a szerénység, a pontosság, az önuralom (Seneca szerint ez a legfőbb uralom);
- aktívák: a köszönés, a kézfogás, a megszólítás, a tegezés-magázás, a társalgás, a beszédmodor; ezeket az egyén alakítja ki.

## A három rokonértelmű fogalom megkülönböztetése

### Illem
Az illem, vagy viselkedéskultúra célja az emberek közötti kapcsolatok, a társadalmi élet szabályozása. Sűrűn változik, mert minden kornak, generációnak, vallásnak, népcsoportnak, sőt családnak is megvannak az illemszabályai. Az illem maga a jó modor, a kulturált viselkedés, amely eszköz, és bizonyos helyzetekben védelem.
Az illem változását napjainkban többek között a környezettudatosság is alakítja, ennek nyomán fogalmazódnak meg azok a szabályok, amelyeket magukat környezetbarátnak, környezetvédőnek tartó emberek nagyobb valószínűséggel tartanak be. Meszlényi Attila egy egész illemkönyvet dolgozott ki, ami környezetbarát szempontból a szerző szerinti ildomos viselkedést írja le.

### Etikett
A címkét jelentő francia étiquette szó eredetileg olyan feljegyzést jelentett, amiben a neveket, rangokat, a különböző szertartások lebonyolítását rögzítették. Az udvari szertartás- és illemszabályok összességét jelentette. Fénykorát XIV. Lajos versailles-i udvarában élte. Ma már helyette inkább viselkedéskultúráról beszélünk.

### Protokoll
Az illemből és az etikettből származtatható. Görög eredetű, a Bizánci Birodalomig vezethető vissza. Két szó összetételéből származik: az első jelentésű protosz és az enyv jelentésű kolla szavakból, eredeti jelentése, a könyv elejére ragasztva, megfelel a kartotékrendszer elődjének, az előzéklapnak. A protokollnak ma már tágabb értelme van: viselkedéskultúra + szertartásrend + rendezvényszervezés. A diplomácia elengedhetetlen eszköze, segítségével anélkül fogalmazhatóak meg a gondolatok, hogy bárki megbántódna.

## A protokoll fejlődése
Az időszámítás előtti korból keveset lehet tudni a protokollról, de vannak meggyőző bizonyítékok az illemszabályok születéséről és terjedéséről, pl. az i. e. 3- i. e. 2. évezredben az indiai Manu törvényei, Theognisz (i. e. 6 – 5. század) megállapítása: „Tévedni emberi dolog”, vagy Arisztotelész (i. e. 384-322) az illemtan alapjává vált mondata: „Az ember természeténél fogva társas lény”. A bizánci birodalomban feljegyezték a tárgyalásokon, hivatalos rendezvényeken elhangzottakat, majd elemezték ezeket. Jó megfigyelő képességű követet küldtek az ellenséghez, aki mindent feljegyzett az ottani katonák létszámáról és fegyverzetéről, így egyben hírszerzéssel is foglalkozott. Ha több ellenségük is volt egyszerre, a követük segítségével egymásnak uszították őket. Ebből a biztos ítéletű megbízottból született meg a diplomata. Szigorú protokoll követelte meg a császárnak történő jelentéstételt. Bíborbanszületett Konstantin 912-ben írta meg a Ceremónia könyve című művét, amely nemcsak a hivatalos rendezvényekre, hanem a fürdetésre, az étkezésre, az öltözködésre stb. vonatkozó szabályokat is tartalmazta, és ezek betartását a császár szigorúan megkövetelte. A középkorban az uralkodók elismerték a pápa elsőbbségét (→ pápaság a középkorban), aki azok rangsorolását a következőképpen állapította meg (az 1504. évi állapot): a pápa, a német-római császár, majd Franciaország, Spanyolország, Aragónia, Portugália, Anglia, Szicília, Magyarország, Skócia, Navarra, Csehország, Lengyelország és Dánia királya.[forrás?]
A középkori protokoll nagyon szigorú volt. A 15. században halállal büntették azt, aki idegen delegációval mert érintkezni, ennek ellenére ekkor vált szokássá, hogy mindig ugyanazokat a követeket küldték a különböző országokba. 1455-ben Francesco Sforza milánói herceg alapította meg az első önálló küldöttséget, de a diplomáciai rangsor kialakulására még 300 évet kellett várni. Franciaországban a protokollfőnökök nemegyszer a király szeretői voltak, közöttük Madame de Pompadour. A spanyol és francia udvar hatására terjedt el Európában az etikett és a protokoll, először Ausztria, majd Poroszország, később, II. Katalin orosz cárnő uralkodása alatt Oroszország is alkalmazta a szabályokat. A protokoll kínosan ügyel a rangokra, és frappáns megoldásokat talál a sértések elkerülésére. Egy példa: 1699. január 26-án, a karlócai béketárgyaláson a Habsburg, a lengyel, a török és a velencei követ rangegyenlősége miatt kerek, négyajtós épületet ácsoltak össze, amelynek a közepén egy kerek asztal volt. Hasonló eljárást alkalmaztak Bécsben az úgynevezett Táncoló Kongresszuson (1814. szeptember – 1815. június): ajtót vágtak a kastély falán, ily módon a négy tárgyaló fél egyszerre léphetett be a terembe.

## A magyar protokoll kezdeteiről
Írásos emlékek híján csak következtetni lehet a magyar protokoll kezdeteire. A már említett  illem, etikett és protokoll-hármasból csak az utóbbi létezett a honfoglaló ősöknél, az etikett csupán az 1800-as években jelent meg. Ennek az volt az oka, hogy Bölcs Leó bizánci uralkodó követek útján tartotta a kapcsolatot a magyarokkal, valamint az arabokkal folytatott kereskedelem is hatással volt a protokollra. (László Gyula professzor szerint az iszlám nagyobb hatást gyakorolt a magyarokra, mint bármely más nemzet vagy népcsoport abban az időben).
Az első követek Tormás (Árpád vezér dédunokája) és Bulcsú vezér voltak, akik Bíborbanszületett Konstantinhoz mentek követségbe, és minden tekintetben megfeleltek a protokolláris követelményeknek. Anonymus szerint Árpád nemcsak kiváló hadvezér, hanem tökéletes diplomata is volt: üzenete és ajándékai kellemes meglepetést keltettek Zalán vezérben.

## Viselkedéstechnika
A viselkedés maga a jó modor, a magatartás, az önfegyelem; sőt a protokoll idesorolja a jellemet, a megjelenést, az öltözködést, a fellépést, az illedelmességet, az udvariasságot, az előzékenységet, a figyelmességet, a tapintatot, a pontosságot, a szerénységet és a türelmet.
1.) jellem: a jóra-rosszra való hajlandóság egyrészt születési, neveltetési kérdés, másrészt belső hajtóerő. A protokoll szerint az akarattól függ, hogy mikor melyik kerekedik felül.
2.) lelkiismeret: erkölcsi tudat, ami alapján az ember meg tudja ítélni a saját tetteit, érzéseit, erkölcsösségét, de még a gondolatait is.
3.) a magatartás, viselkedés: jellemzi az egyént mind a magán-, mind a hivatali életben. A kialakításához több tényező is hozzájárul: erkölcsi tudat, kultúra és kulturáltság, pszichikai beállítottság, családi, társadalmi, iskolai és munkahelyi szokások, követelmények. Az ember a környezetének a viselkedésén keresztül adja át a magatartását: tiszteletadás, határozottság, mértékadás, tapasztalat.
4.) a megjelenés tükrözi az embernek az önmagával és másokkal szemben állított erkölcsét, igényességét és viszonyát. Kiterjed a haj-, bőr- és körömápolásra, a tiszta, vasalt ruházatra, a frizurára, a parfüm- és sminkhasználatra.

### Öltözék
A hivatali életben a férfiak alapviselete a sötét öltöny: kék, szürke vagy „földszínű” barna, a zokni sötét, lábszárat takaró, a cipő fekete és elöl fűzős vagy cúgos. Lehetőleg rövid, de mindenképpen ápolt haj, rövid, ápolt körmök. Az ingnyak és a kézelő nem lehet kopott. Zakót és nyakkendőt a saját irodáján kívül kötelező viselnie, még kánikulában is. A férfiak nem hordanak ékszert, kivéve karikagyűrűt, vagy a végzettséget jelölő, elismerésként kapott, illetve családi pecsétgyűrűt. Az ing alatt hordhatnak ékszert, de atlétatrikót mindenképpen. A nyakkendőtű nem kívánatos. A zakó hajtókáján lehet kitüntetés, vagy valamilyen klubhoz tartozást jelölő jelvény, de pártjelvény nem! A nyakkendő összhangban van az öltönnyel és az inggel, a nadrág övéig ér. A karóra szíja lehetőleg minél vékonyabb bőr.
A hölgyeknél klasszikus a szoknya-blúz-blézer hármas, a kosztüm. A szoknyát mindig harisnyával kell viselni. A nadrág nem minden üzletfélnél elfogadott, például a latin (francia, olasz, spanyol stb.) partnernél mellőzni kell. Ha a nadrág mellett dönt a hölgy, az szövetből készült és elegánsan szabott legyen.
A hivatali életben nem a nőiesség kommunikálása a cél. A hangsúlyt a tudásra kell helyezni, a nőiesség megtartásával. A frizura hagyja szabadon a homlokot, a hosszú haj soha ne lobogjon, egy kis smink nem árt, a körömlakk ne legyen rikító, az ékszer legyen minél kevesebb. A kiegészítők nagyon fontosak. Ugyanaz a kosztüm toppal háromféle sállal már három különböző öltözet. A selyemsálak, kendők nagyon öltöztetnek. A kiegészítők – határidőnapló, irattartó, táska, cipő, pénztárca stb. – bőrből legyenek. Műanyag toll nemkívánatos.
Az állami delegáció öltözködése számtalan szabállyal és formával él, ezek elsajátítása sok időt és nagy tapasztalatot kíván.

#### Az alkalmi öltözetek
White tie (rövidítve: WT) vagy formal-frakk: férfiaknak frakk fehér mellénnyel, fehér, keményített inggel, egyenes gallér tört sarokkal, fehér csokornyakkendővel, a cipő fekete, lakk. A hölgyeknek: nagyestélyi: hosszú ruha, megfelelő kiegészítők, könyökön felül érő kesztyű. Kesztyű és táska viselése mindig kötelező, a kalap az alkalomhoz illő.
Black tie (BT) vagy semi-formal-smoking, férfiaknak szmoking fekete mellénnyel, keményített ing puha lehajtott vagy egyenes gallérral, fekete csokornyakkendő, fekete lakkcipő. A nőknek hosszú ruha a kiegészítőkkel együtt, a nagyestélyinél egyszerűbb kivitelben.
Informal – sötét öltöny, férfiaknak elegáns nyakkendő vagy csokornyakkendő, fekete fűzős cipő, vékony zokni. A nőknek alkalmi ruha.
Casual, business casual – hivatali, ámde lezser öltözet: férfiaknak öltöny, szövet nadrág és zakó, nyakkendő nélkül. A nőknek szoknya, blézer vagy kosztüm.
Slacks – sportos öltözet: viselhető farmer, vászonnadrág, pulóver, sportcipő, nyakkendőt nem kell kötni.
A diplomáciai, főnemesi, nemesi öltözékekben a fentieken kívül előforduló öltözékek:
Ceremoniális öltözet: férfiaknak fekete zsakett csíkos nadrággal, fehér, lehajtott gallérú ing, szürke nyakkendő, fekete fűzős cipő. A nőknek angolos kosztüm vagy komplé, kalap és kesztyű kötelező.
Látogató öltözet: férfiaknak fekete zakó, csíkos vagy sötétszürke nadrág, fehér, lehajtott gallérú ing, szürke vagy sötét mintás nyakkendő. A nők kosztümöt vagy ruhát viselnek kabáttal.

#### Az egyenruhára vonatkozó előírások
Uniform/White tie: díszegyenruha, kitüntetések szalagsávon vagy eredeti formában.
Uniform/Formal: ünnepi öltözet, a kitüntetések szalagsávon.
Uniform/Informal: köznapi egyenruha, kitüntetések szalagsávon.

### Jármű
A megjelenéshez tartozik a jármű is. Ez általában személygépkocsi, de lehet állati erővel vont jármű. A lipicai lovakat az 1500-as években többek között azért tenyésztették ki, hogy fogadásokon alkalmazzák őket. ()

### Modor
5.) illedelmesség: a franciák ezt az espirit de conduite kifejezéssel írják körül. Gyűjtőnév: a tiszteletadás, a jó modor, a tapintat, a kulturáltan társalgó, nem gesztikuláló és kevés mimikát használó emberre jellemző ez a tulajdonság. Aki ritkán jár társaságba, nem tud teljes mértékben viselkedni még akkor sem, ha jól ismeri az illemszabályokat. A Révai nagy lexikona az illedelmességet az illendőség címszóval határozza meg.
6.) udvariasság: „A jó modor és az igazságszeretet mellett az úriember ismérve. Az udvariasság a műveltség egyik fő tényezője, mely mindenkinek a jóakaratát meghódítja.” (Lord Chesterfield).
Az írott szabály rövid változata: előnyben részesítik:
- a férfiak a nőket,
- a fiatalabbak az idősebbeket,
- a beosztottak a vezetőket.

Az állami és az egyházprotokoll ebben is eltérhetnek.
7.) előzékenység: az udvariasság egyik ága. Itt elmaradnak a szabályok az előzékenység kivételével.
8.) pontosság: a királyok udvariassága. Hivatali időben/munkanapon a munkaidő kezdete valójában a munka kezdetét jelenti, a munkaidő végét követően 10–15 perccel még illik a munkahelyen lenni. Munkaebéd/vacsora alkalmával a vendéglátó 15 perccel a megbeszélt időpont előtt érkezik. Fontosabb társasági alkalmakkor, koktélparti, állófogadás esetén a vendég a kezdés és a befejezés között bármikor érkezhet, díszétkezéseknél pedig legkésőbb a megadott időpontban. A pontosság szabályai országonként változnak, egyes afrikai országokban a több hetes késés sem ritka, de a diplomáciai protokollt az egész világon be kell tartani, egyetlen ország sem sérthető meg.
9.) szerénység: azt jelenti, hogy van mire szerénynek lenni. A szerény ember jó vitapartner, remek társalgó, értelmes, kulturált, illemtudó.
10.) türelem: nélkülözhetetlen az élet minden területén. „Dühösnek lenni annyi, mint más hibáját magunkon megbosszulni.” (Alexander Pope)
11.) köszönés, kézfogás, kézcsók: a köszönés a leggyakoribb és a legtöbb formában megtalálható érintkezési forma, Magyarországon főleg a napszakokhoz kötődik. Az elköszönés is lehet napszaknak megfelelő, de a leggyakoribb a „Viszontlátásra!” forma. Előre köszön a férfi a nőnek, a fiatalabb az idősebbnek, a beosztott a főnöknek, az érkező-távozó a már/még ott lévő(k)nek. Az egyház, vallási közösség képviselőjének mindig a laikus, a „civil” köszön előre. A köszönést mindig illik fogadni és viszonozni. Társaságban az ismeretlenek is fogadják a köszönést.
A „Csókolom!”, „Kezét csókolom!” a mindennapi életben elfogadott forma, de a hivatali életben nem használják. A hölgyeknek – csak kontinentális környezetben – adható kézcsók ma már jelképes, félig kivitelezett lehet; a férfi szája nem érinti meg a nő kezét. Egyházi méltóságok gyűrűjét illethetjük kézcsókkal, nemre, korra, rangra való tekintet nélkül.
A tegező köszönés csak a családon belül vagy közeli barátok, munkatársak között hangozhat el. A tegező köszönés legáltalánosabb formája a „Szervusz!” és rövidítései. A szervusz a servus humilissimus latin kifejezés rövidítése, jelentése: alázatos szolgája. A középkorban terjedt el, Magyarországon akkor még a tegeződés volt szokásban.
A köszönés egyéb formái:
- kalapemelés: a férfi a kalapját – ha az nem egyen- vagy formaruha része – mindig és mindenki előtt köteles megemelni;
- kézfogás: gyors, határozott, közepesen erős. A nő nyújt először kezet a férfinak, a vezető a beosztottnak, azonos neműek között az idősebb a fiatalabbnak. Külföldön meg kell ismerni az ottani szokásokat; kesztyűs kézzel nem illik kezet fogni, kivéve ha nőről vagy egyenruhás férfiról van szó, mert a kesztyű az egyenruha része.

### Kommunikáció
12./ bemutatás, bemutatkozás: minden országban szigorú szabályokhoz van kötve. Más szabályok vonatkoznak a magán-, megint mások a hivatali életben.
Hivatalos bemutatkozásnál a néven kívül meg kell mondani a munkahelyet, a beosztást vagy a munkakört, de ezt minél rövidebb formában. A névjegy átadása ma már helyettesítheti a bemutatkozást. A magánéletben elegendő, a név, de egyre gyakoribb forma a becenév használata, pl. "Szólíts Panninak!".
A protokoll szabályai szerint kell bemutatni – a férfit a nőnek, – a fiatalabbat az idősebbnek, – az alacsonyabb beosztásút/rangút a magasabbnak, – a később érkezőt a már ott lévőnek az előző szabályok figyelembe vételével, – ha egy személyt kell bemutatni több személynek, előbb a bemutatandó személy, majd a többiek nevét kell ismertetni életkor és/vagy rang szerint, – hivatalos látogatásnál a titkárnőnek kell bemutatkoznia, a látogatót ő jelenti be a főnökének.
A bemutatkozáskor az ülő férfinak mindig fel kell állnia, kivéve, ha jóval fiatalabbat vagy alacsonyabb rangút mutatnak be neki. A hölgyek is felállnak, ha legalább egykorú vagy -rangú hölgyet mutatnak be neki.
Nem kell bemutatkozni, ha úgynevezett „technikai okokból” kerül két vagy több ember kapcsolatba (vásárlásnál, telefonbeszélgetéskor a központosnak, ha a hívott fél a munkahelyét és/vagy az ottani számát mondja meg, ügyfélszolgálati helyiségben a várakozás során stb.).
13./ tegezés, magázás: A magyarok a 16. században (latin mintára) még mindig a tegezést használták, mindenki tegező viszonyban állt a másikkal.
A tegezés két részre oszlott: 1./ baráti tegezés: pl. "Te, Pista!"; 2./ a nemekhez intézett tegezés: „Ahogyan Tekegyelmed kívánja!”. A magázódás, „Uram!”, „Asszonyom!” megszólítás német hatásra indult meg. A maga szót a 17. században használták először, mindig rideg, lenéző szerepe volt. Az ön megszólítás udvarias, tiszteletet sugall.
A tegezés szabályai: csak a nők vagy a náluk jóval idősebb/magasabb rangú férfiak ajánlhatják fel; -a nők egymás között: csak az idősebb/magasabb rangú kezdeményezheti. A tegeződést visszautasítani minden körülmények között sértés!
14./ megszólítás:  a régi megszólításformák közül ma is él az Uram! és az Asszonyom!.
Az úrfi és a kisasszony megszólítások a 16. századból származnak, ma már csak az utóbbi használatos. A történelem mindig kreál(t) valamilyen megszólítást a társadalmi- és politikai helyzettől, illetve a foglalkozástól függően: tekintetes, nagyságos, méltóságos, kolléga, kollegina, szaktárs, elvtárs, bajtárs.
15./ a levél
A címszóval kapcsolatos remek forrás lehet többek között Ráth-Végh István A könyv komédiája c. művének A Gorombaság irodalma című része.
A magánlevelet kézzel illik írni és aláírni, és figyelni kell a levélpapír minőségére is. A magánlevél udvarias, érzelem-dús, a kézírás olvasható. A megszólítás magánügy… (Az e-mail korában elavult megállapítás.)
A hivatalos- vagy üzleti levelezés külön tantárgy, nem fér el ebben a szócikkben. Legyen szó csak arról, amit mindenkinek illik tudni.
A hivatalos levelezés megszólítási formulájában minden nő „Asszony” és minden férfi „Úr”. A 25 éven felüli nők megszólítása mindig „Asszony”, még akkor is, ha hajadon az illető. Egy igazgató, osztályvezető, főorvos stb. asszony valószínűleg idősebb 25 évesnél.
A diplomáciai- és protokolláris levelezésben a megszólítást a rang szerint finomítani kell. A királyok megszólítása Sire, a királyi hercegeké Monseigneur, a hölgyek megszólítása minden esetben Madame, Szabad György tehát helyesen szólította Asszonyomnak az angol királynőt az Országházban, a döbbent hátrafordulás a franciás 'madam' kiejtésnek szólhatott (a nyilvánosház vezetője), az elvárt, angolos 'medam' helyett.
A pápa megszólítása – neki közvetlenül csak államfők írhatnak – Szentséges Atya,
Szentatyám, Őszentsége, Szentatya, bíboros és az érsek Őeminenciája, a püspök Excellenciás, a főrabbi, Professzor. A német és olasz nyelvterületen előnyt jelent a professzor és a doktor cím használata.
A hivatalos levélben célszerű visszautalni az eredeti levélre, ha annak nincs meg a másolata (ez a magánlevélben is ajánlott). A hivatalos levél pontos, tárgyszerű, érzelemmentes. A záró formula: „Tisztelettel” vagy „Üdvözlettel”. Nem kell szó szerint venni az angol „Sincerely Yours [Tisztelettel az Öné]” megszólítást, amelynek az értelemszerű jelentése „Szívélyes/Barátságos/Baráti üdvözlettel”.
16./ telefonálás
A telefon ma már nem luxuscikk, hanem a kommunikáció mindennapi eszköze.
A telefonálás illemszabályai: – rövid beszélgetés; – a hívott félnek is azonosítania kell magát: mondja meg a nevét, ha a munkahelyét hívják, akkor a munkahelye nevét (így a hívó fél biztos lehet abban, hogy jó számot hívott); – a hívó fél köszön, bemutatkozik, közli, hogy kivel szeretne beszélni, megkérdezi, hogy nem alkalmatlan-e az időpont, ha igen, újrahívást ajánl fel; – visszahívás: ha a hívó félnek visszahívást ígérnek, és ő megadja a telefonszámát, nem telefonálhat újra. Vonalmegszakadás esetén a hívó fél kötelessége az újrahívás, a beszélgetés befejezését is ő kezdeményezi. Az üzenetrögzítő használatakor a magán üzenetrögzítőn is magázódjunk. Köszönés, azonosítás után hagyjunk rövid üzenetet. Ha a hívott fél visszahívást ígér, mindenképpen tegye meg.
Rövid intelmek: – mások beszélgetésekor el kell hagyni a helyiséget; – a mobiltelefon nem használható ott, ahol tilos; – vonaltartás legfeljebb fél percig lehet. Gratulálni szabad, de részvétet nyilvánítani nem illik telefonon.

### Előre engedés
A férfi általában előre engedi a nőt. Kivételek: – tömegközlekedési járműről való leszálláskor, gépkocsiból való kiszálláskor; – étterembe, szórakozóhelyre való belépéskor, ha ez társaságban történik, egy férfi megy elöl, utána a társaság tagjai már vegyesen léphetnek be; – meredek, szűk lépcsőn lefelé, de felfelé már a nő megy elöl; – nehéz- és/vagy lengőajtónál mindig a férfi megy elöl. Járműbe való beszálláskor a férfi nyitja ki az ajtót a nő előtt és csukja be utána.

### Étterem, étkezés
Az étteremben illik vendégként viselkedni. Nem illik a kést szájba venni, lenyalni, pláne nem illik a fogak közül az ételmaradékot (bármivel!) kipiszkálni. (1637. május 12-én Richelieu bíboros egy lakomán lekerekített hegyű késeket készíttetett ki az asztalokra. Ezt a szokást a Napkirály 1669-ben törvénybe iktatta. A rendelkezés, később törvény valószínű oka a gyilkosság elkerülése a lakomákon.)
A ruhatárnál – ez a színház, szórakozóhely stb. ruhatárára is vonatkozik – érkezéskor a férfi lesegíti a hölgy kabátját, és csak ezután veszi le a sajátját, távozáskor pedig fordítva: először a férfi veszi fel a kabátját, és csak azután segíti fel a hölgyre a kabátot. Ha netán a ruhatár hűvösebb helyen van, mint a célhelyiség, az egész műveletet invertálni kell. Lényeg, hogy a hölgy minél rövidebb ideig legyen kénytelen a kellemetlen légkört elszenvedni.

### A botrány kezelése
A botrány már a kirobbanása előtt észrevehető, megelőzhető. Ha már kirobbant, a botrány okozóját meg kell nyugtatni, ha ez sikertelen, a többiektől el kell különíteni.

### A biológiai megnyilvánulások és kezelésük
- dohányzás: a jogszabályok folyamatosan szigorítják a dohányzás szabályait. Alapszabály: aki dohányzik, úgy tegye, hogy ne zavarjon másokat. Ha valahol nincs hamutartó, ott nem illik rágyújtani. Nem illik szivarral, cigarettával, pipával a szájban beszélgetni, járni-kelni, bárhová belépni, a füstöt bárkire ráfújni. Cigarettával a szájban nem illik másnak tüzet adni. A zsúfolt utcán nem illik dohányozni, mert a parázs a tömegben sérülést vagy anyagi kárt okozhat.
- csuklás: nem mások előtt kell elállítani;
- ásítás: mások előtt nem illik, le kell nyelni;
- tüsszentés: csukott szájjal, zsebkendőbe, az orrot és a szájat eltakarva.
- fülvakarás, kézen kívül bármely testrészhez nyúlás magánügy!
- köhögés: az eljárás ugyanaz, mint a tüsszentésnél.
- szellentés: magánügy!
- „kimenni” akkor kell, amikor lehet…
- sminkelés, frizuraigazítás: magánügy!
- fogpiszkálás: szintén magánügy, az asztalnál nem illik.
- rágógumi: beszéd közben nem illik rágni. Az elrágott rágógumit diszkréten papírzsebkendőbe csomagolva a szemetesbe kell dobni, minden más megoldás sérti a jó ízlést.

## A különbözőkultúrákés országok sajátosságai
Az etikett követelményei általában nemzetköziek, de a helyi sajátosságok erősebbek a nemzetközieknél. Nem modortalanság például, ha a finnek nem kívánnak jó étvágyat a terített asztalnál, ha a japán férfi a felesége előtt megy be valamilyen helyiségbe, ha a mexikóiak késéssel érkeznek egy protokolláris rendezvényre. Külföldre utazás előtt nemcsak a nyelvi, földrajzi és egyéb sajátosságokat kell megismerni, hanem az illemszabályokat is, így elkerülhetőek a kellemetlen, mi több, hátrányos helyzetek.

### Afrika

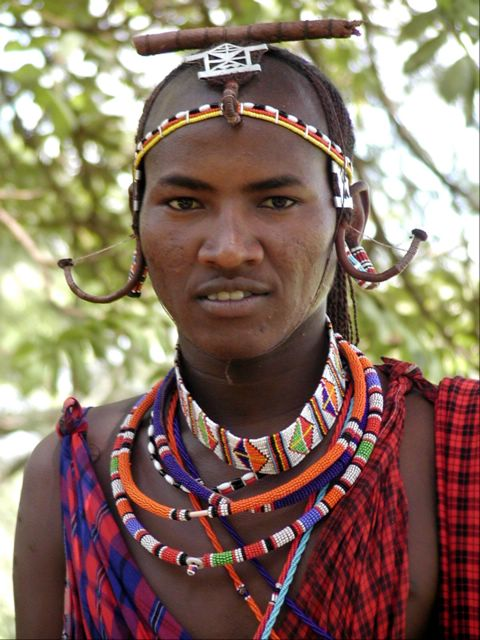
Kenyai férfi hagyományos maszáj öltözetben

A kontinens volt gyarmati országaiban részben megmaradtak ugyan a gyarmati hagyományok, de a nemzeti sajátosságok már jelen vannak az öltözködésben, a viselkedésben, a társadalmi és társasági szokásokban. A kultúrák és szokások szinte megszámlálhatatlanok. Az afrikai embereknek nagyon fontos az etnikai hovatartozás, erre nagyon büszkék és egyben nagyon érzékenyek.
Soha nem szabad a látszat alapján ítélni. Egy hagyományos, törzsi ruhát viselő ember nem biztos, hogy tanulatlan. Nagy szerepet játszik az afrikaiak életében a szerencse, legyen az jó- vagy balszerencse. Ezek a vallásra vagy a babonára vezethetőek vissza. Megszokott az amulettek viselése, az afrikai emberek hite szerint ezek védenek a gonosz szellemek ellen, vagy segítenek kihasználni a természet erőit, illetve javítják a viselőjük anyagi helyzetét.
Elterjedt az iszlám vallás, de megtalálható a kereszténység, és léteznek helyi vallások is. A trópusokra előírt egészségügyi követelményeket szigorúan be kell tartani. Az iszlám vallású országokban nem fogyaszthatnak sertéshúst (lásd az arab országoknál is). Kedvelik a szárnyast, a gyümölcsöt és az édességeket. Szokás a kézzel való étkezés. (Kizárólag jobb kézzel szabad a közös tálba nyúlni, mert a balt más, tisztálkodási célra használják!)

#### Az arab országokban
Az arab országokat főleg az arab műveltség és az iszlám vallás köti össze. Az utcán és a hivatalban hagyományosan öltözködnek, de Európában európai ruhában járnak.
Szokásos a kézfogás.
Az iszlám vallás tiltja a szeszes italok, a sertéshús, a sertészsír, és a velük készült ételek fogyasztását. A kínált üdítőt, vizet visszautasítani nem szabad, mert sértő, az utolsó cseppig kiinni pedig illetlenség. A csészét nem illik letenni, a harmadik kínálás előtt vissza kell adni annak, aki adta. Ha a házigazda az ételből a legfinomabb falatokat kézzel teszi a vendég szájába, az nagy megtiszteltetés. A hús mellé zöldséget adnak, az étkezést különböző, émelyítően édes, szokatlan alapanyagokból készített desszertek zárják.
- a vallás neve iszlám, a követőjéé muszlim, és nem mohamedán; szintén helytelen, de megtűrt a "muzulmán";[7]
- a mecsetbe konzervatív öltözékben, csak cipő nélkül szabad belépni, a cipőt a talpával lefelé (a lábbeli tisztátalan!) a bejárat előtt kell hagyni;
- imádkozó ember előtt nem szabad elhaladni;
- arab (vagy török) férfitól nem illik érdeklődni a felesége, vagy a család nőtagja felől;
- a vendéglátás általában nyilvános helyen (étterem, klub) történik, ha viszont a vendéglátó lakásában, nem szükséges ajándékot vinni, vagy a feleségnek virágot küldeni. Ha a feleség nincs jelen, nem illik érdeklődni utána. Ha a házigazda felkéri a hölgyvendégeket, hogy csatlakozzanak a háziasszonyhoz, e kérésnek feltétlenül eleget kell tenniük;
- kutyát ábrázoló ajándék nem adható, mert a kutya – és a cipő – az iszlám országokban tisztátalan, társalgás közben ezeket a témákat kerülni kell;
- a lakásban vagy az irodában látott tárgyakat nem illik dicsérni, mert ősi szokás szerint azokat fel kell ajánlani a vendégnek;
- az arab nőket nem illik mereven nézni (fixírozni);
- az élvezeti cikkeket nem szabad bal kézzel megfogni. Az arabok a cigarettát nem dobozból kínálják, hanem kivesznek egy szálat, és átnyújtják;
- a nők ne viseljenek mélyen kivágott, ujjatlan, a vállat szabadon hagyó vagy túl rövid ruhát, és nadrágot sem;
- az üzletfelet nem szabad felhívni délután kettő és négy óra között vagy vallási ünnepek (például Ramadán) idején;
- fényképezni csak a megengedett helyeken szabad, és ott is csak diszkréten;
- beszéd közben nem illik a partnerre mutogatni. Gesztikulálás közben az ujjakat össze kell zárni.
- Az alku az araboknál kötelező.
- Arab szokás szerint minden szolgáltatásért külön díjazás jár. A borravaló a szállodákban és a jobb éttermekben a számlán szerepel 10–15 százalékos összegben, de ezen kívül elvárják az otthagyott borravalót is.
- Bort, szeszesitalt a muszlim nem ihat.
- Enni csak jobb kézzel lehet, ballal nem, mert azt tisztátalan dolgokra használják.
- A köszönés, üdvözlés szintén jobb kézzel történik.
- A távollévőket nem szidalmazhatják, nem kritizálhatják.

### Albánia
Ez az ország sokáig el volt zárva a világtól. A szokásaiban erősek helyi vallási-, főleg iszlám hagyományok, a külsőségeket pedig az olasz hatás befolyásolja.
Csípős, lecsós, paprikás, zöldpaprikás ételeket, főleg bárányt, ürüt fogyasztanak. A salátát sóval olívaolajjal és kevés ecettel vagy citrommal ízesítik.

### Dánia
- Az egymás közötti és a külföldiekkel való érintkezést a merevség jellemzi, de a dánok kevésbé zárkózottak, mint az észak-európai szomszédaik.
- Remek vendéglátók, mert szellemesek és jó kedélyűek.
- Öltözetük a francia- és az olasz divatot követi, de a szabadidejükben lazán öltözködnek.
- Borravaló: a szállodákban a 15%-ot a számla tartalmazza, a taxiban a borravaló összege 10–15%.
- A mellékhelyiségekben a nők kevesebbet fizetnek, mint a férfiak.

### Amerikai Egyesült Államok
A társasági érintkezési normákra főleg az angol hatás jellemző; ismerik és betartják az európai etikettet.
- A köszönés egyszerű; használható az illető foglalkozása is („Viszontlátásra, [tisztség]!”).
- A vezetéknév elé kötelező a Mr. (mister), az Mrs. (mistress) vagy a Miss kitétele. Ha a nők nem kívánják elárulni a családi állapotukat, az Ms-t (miss/mistress) használják.
- A kézfogás nem kötelező, a kézcsókot nem ismerik. A bemutatkozás laza: – „Szia, Johnny vagyok!” -, a rangoknak nincs jelentőségük.
- A pontosság kötelező. A tárgyaláson az üzletfelek szókimondóak. Elfogadott az automatából papírpohárban kínált kávé. Ahol nincs hamutartó, nem illik rágyújtani.
- Az öltözködés „laza európai”, a nyugati parton és Hawaiiban változatos, színes.
- A borravaló a szállodákban, éttermekben, taxiban 10–15 százalék, előkelő helyeken még magasabb, és van olyan szolgáltatás, amiért „fix” borravalót illik adni.

#### Üdvözlés
- Üdvözléskor a kézfogás az általános. A kesztyűt a szabadban nem kötelező levenni, de az épületben igen; ez főleg a férfiakra vonatkozik. A csók (egyik oldali) és az ölelés csak a rokonok és a nagyon közeli barátok között megengedett.

#### Kalap
- A kalapot a férfinak le kell vennie, ha bármilyen szobába belép, de a folyosón vagy a liftben viselheti. (Kivétel: Texas.)
- Le kell venni továbbá istentisztelet alatt, az asztalnál és amikor a nemzeti himnuszt játsszák. Ezek a szabályok a nőkre is vonatkoznak.[forrás?]
- Nem kell levenni a kalapot, ha azt vallásos meggyőződés miatt viselik, vagy valamilyen, hajhullást vagy egyéb tünetet okozó betegség esetén.

#### Étkezés
- Csak olyan ételeket illik készíteni, amelyek a vendégeknek ízlenek, például vegetáriánus vendégeknek nem lehet húsételeket tálalni.
- Jellemzően a házigazda/a meghívó kezdi el az étkezést.
- Az asztalt elhagyni csak indokolt estben, elnézést kérve illik.
- Magán- vagy hivatalos ügyet az asztalnál intézni a sürgős és fontos eseteket kivéve nem illik.
- Határozottan kell jelezni, ha valaki kér/nem kér valamilyen ételből („Yes, thank you.” vagy „No, thank you.”)
- Az evőeszközöket másképp használják, mint az európaiak; a kanalat oldalról is szájukhoz emelik, a késsel feldarabolják a húst, mint a kisgyereknek, aztán a villát jobb kézben tartva folytatják az evést.

#### Dohányzás
- Csak ott és akkor szabad dohányozni, ahol és amikor mások megengedik: lakásban, étteremben stb. nem szabad rágyújtani mindaddig, amíg az asztalnál eszik valaki. Ajtók közelében nem illik dohányozni, mert ott nem dohányzók is közlekednek.

#### Egyéb
- Az előadás/társalgás közbeni unalmat el kell rejteni a száj elé tett kézzel.
- A magánszférába belépni nem illik (például a személyes adatok, vagyoni helyzet stb.).
- Orrot fújni csak zsebkendőbe szabad és soha nem evés közben.
- Orrot, fület piszkálni nem illik, ez magánügy. Köhögéskor, tüsszentéskor vagy böfögéskor zsebkendőt kell használni. Enni csak csukott szájjal, a legkisebb zajt okozva illik.
- Szellentés előtt el kell vonulni; ha ez nem sikerül, elnézést kell kérni.

### Ausztrália
- Az ősöket nem szabad szóba hozni azzal az indokkal, hogy Nagy-Britannia fegyencekkel népesítette be a kontinenst. Az ország nem büntető kolónia! Sokkal több a bevándorló, ezért a legkülönbözőbb nemzetiségek és kultúrák ötvöződnek egybe az őshonos kultúra megőrzése mellett.
- Az ausztrálok nem azonosítják magukat a britekkel.
- Nagyon udvariasak, közvetlenek, hamar tegeződnek (a keresztnevükön szólítják meg az új ismerőseiket a „you” személyes névmás mellett). Az Uram, Asszonyom (Sir, Madam) megszólítást a taxisok és a pincérek használják.
- Az ausztrál angol nyelv (AusE, Aue, AusEng, en-AU) eltér az angoltól. Az ausztrálok nem szeretik, ha valaki mindenáron utánozni akarja a nyelvüket.
- Az étkezés egyszerű, főleg steak (angolosan, félig sütött marhaszelet) hagymával és burgonyával. kenyeret nem esznek hozzá. A különböző nemzetek magukkal hozták a saját konyhájukat, ezért mindenféle nemzetiségi étterem megtalálható.
- Borravaló csak a többletmunkáért jár; a taxisnak, fodrásznak, szállodai alkalmazottnak nem szokás adni, egyes helyeken pedig az alkalmazottaknak tiltott a borravaló elfogadása.
- Közlekedéskor figyelni kell a kenguruveszélyre.

### Belgium
A franciául beszélő vallonok és a hollandul beszélő flamandok történelmi öröksége a francia kultúra és a társadalmi szokások. A nemzetiségi identitásukra rendkívül érzékenyek, így gyakran rossz néven veszik, ha Belgium más hivatalos nyelvén szólítják meg őket, mint az anyanyelvük. Kétség esetén érdemes angolul köszönni. A belgák közvetlenek és szókimondóak, de elkülönülnek a külföldiektől. Az étkezési kultúrájuk nagyon fejlett.

### Franciaország
Az etikett szülőhazája. A francia nyelv udvarias, a segítségével könnyű kapcsolatot teremteni, bár ők is, akárcsak az angolok, elkülönülnek a külföldiektől. Bár lazán, de betartják az etikettet. 

- Az üdvözlés a napszakhoz igazodik.
- Bemutatkozásnál a saját név elé is ki kell mondani Monsieur vagy a Madame szót, amely szükséges formalitás, akárcsak a „de” szócska a nemesi származás jelölésére. A rang előtt mindig névelő áll: Monsieur le Director, Madame la Directrisse. Az udvarias köszönés megkívánja az Uram, Asszonyom vagy Kisasszony megfelelőjét is: Bon jour, Monsieur; Au-revoir, Madame; Merci beaucoup, Mademoiselle. Ismeretes a kézcsók, de nem szokásos.
- Az állami intézményekben, cégeknél elég a rang elé helyezett Monsieur, az államfő megszólítása is csak "Monsieur le Président". Nem minden rang jelez ősi nemességet: a marquis, comte, vicomte vagy baron (őrgróf, gróf, algróf/várgróf, báró) soha nem a nemesi származáshoz, hanem a birtokhoz, a pénzhez kötődtek, adni-venni lehetett őket.
- A hadseregben a rendfokozat elé a férfiaknál csak a Mont teszik ki (Mon Colonel), a hölgyeknél semmit (Colonel). Írásban, rövidítéskor a Monsieur után mindig ki kell tenni a pontot (M.), a Madame után soha (Mme).
- A pontosság a hivatalos érintkezésben kötelező, a magánéletben lehet laza, lezser. (A lezserségre sokan a teniszt hozzák fel példaként: az óra számlapján állította valaki a mutatókat az eredmény szerint 15-re; 30-ra; 45-re vagy 60-ra, de a 45-ös állást lezseren csak 40-re állította, állítólag innen a 15-0, 30-15; 40-30 stb. számolás.)
- A női divatban a francia divat az irányadó. A férfiak is elegánsak, de lazábbak, mint az angolok vagy a németek.
- A franciák nagyon szeretik a virágot. A hölgyeket május 1-jén gyöngyvirággal köszöntik.
- Büszkék a történelmükre és a művészetükre; más nemzet földrajza nem nagyon érdekli őket.
- Csak a saját nyelvükön szeretnek beszélni, ellenben angolra váltanak, amennyiben nem találják megfelelőnek beszélgetőpartnerük franciatudását.
- A konyhájuk világhírű, értékelik és becsülik a jóízű ételeket.

### Görögország
A görögöket a heves beszédmodor és gesztikulálás jellemzi.
- Nagyon barátságosak, közvetlenek, udvariasak.
- A köszönésük a napszaknak megfelelő: kora délutánig Kaliméra (Jó napot), utána már Kaliszpéra (Jó estét) a köszönési forma.
- A megszólításban udvariasságot fejez ki a Kirie (Uram) és a Kiria (Kisasszony) használata.
- Nem szívesen mondanak nemet, inkább ígéreteket tesznek.
- Az idegen nyelvek közül főleg az angolt ismerik.
- A hivatalos öltözetük sötét árnyalatú; a meleg sem menti fel őket a nyakkendő viselése alól.

### India
Ebben a hatalmas országban mintegy 1650 nyelven beszélnek. „Indiai nyelv” nincs, a hivatalos nyelvek száma 15.
- Az ország vallásai: hindu (brahmanista), muszlim, buddhista, és ezek mellett sok szekta létezik. A legnagyobb hívőszámú vallás a hindu.
- A nyelvek és a vallások sokaságából adódik a sokszínű kultúra és a rengeteg szokás, ennek ellenére a kapcsolatteremtés tökéletes.
- A vendéget virágfüzérrel várják, azt a szállásra érkezésig, vagy a repülőgép felszállásáig a vendég a nyakában viseli.
- Az indiaiak nagyon szemérmesek.
- A nők ma is elnyomottak, társaságban nem mutatják be őket, nem nyújtanak nekik kezet (nálunk sem illik), ezért ne kezdeményezzük a kézfogást. 
Az európai nő az öltözködésében vegye figyelembe az indiai nők szemérmességét.
- A nők viselete a körülbelül 5 méter hosszú szári, amely tarka, változatos, ezt tekerik fel az alsóruházatukra.
- A férfiak nagy melegben is hosszú nadrágot és inget vagy galléros pólót viselnek.
- A külföldiek számára nem kötelező az öltöny, csak hivatalos alkalmakkor, ekkor viszont a fehér ing és a nyakkendő is kötelező.
- A hinduk nem ehetnek marhahúst, de szeszes italt ihatnak. Nagyon sokan vegetáriánusok.
- Ha kézzel kell enni valamilyen ételt, ahhoz csak jobb kézzel szabad nyúlni.
- Étkezés után citrommal illatosított meleg vízzel lehet kezet mosni.
- Az indiaiak nem várják el a pontosságot.
- Tárgyalás közben még akkor is barátságosak, ha nem születik eredmény.

### Izrael
- Izraelben rugalmasan kezelik a protokoll szabályait. Nem okoz gondot, ha az egy személyre szóló meghívóval a házastárs is megjelenik, ezért szabályozott ültetési rend nincs.
- Az alkoholfogyasztás és a dohányzás élvezetét törvény tiltja, az ortodox körben a külföldi partnerek miatt a tárgyalásokon szünetet rendelnek el, akkor lehet dohányozni.
- Hithű izraelita nem érinthet idegen nőt, ezért nem nyújthat neki kezet (nálunk sem). (A nő se kezdeményezze!)
- Az öltözködés az éghajlatnak megfelelő; az előírásos öltözetet (frakk, szmoking, zsakett) nem viselik, az öltönyhöz hivatalos fogadásokon sem kötnek nyakkendőt. A nőktől megkövetelik a mértéktartó öltözetet, a mély dekoltázs, a fedetlen váll, a miniruha, a feszes öltözék nem elfogadott. A nemkívánatos öltözék vagy viselkedés az ortodox negyedekben inzultusokhoz is vezethet
- Az étkezésben fő szabály a kóserség megtartása („kóser”: héber szó, a zsidó vallás által előírt étkezési szabályoknak megfelelő, illetve ezeket megtartó). Kiutazás előtt célszerű itthon érdeklődni egy kóser étteremben.

### Japán
A japánok ismerik az európai etikettet, azt be is tartják, de a saját szokásaikkal keverik. Legendásan udvariasak, ezt másoktól is elvárják. Az érzelmeiket nem mutatják ki, hanem az úgynevezett „keleti mosoly” mögé rejtik.
Egymással soha nem fognak kezet, helyette meghajolnak. A meghajlásuk eredetileg háromféle volt:
- 1./ az uralkodó előtti letérdelés, a kezek padlóra helyezése, majd néma rágörnyedés a térdre
- 2./ a mély meghajlás
- 3./ a könnyű meghajlás; ez a legelterjedtebb

Az első már nem használatos, a második is már csak filmen látható.
A japánok üdvözlése mosolyogva, könnyű meghajlással történik. A kezek helyzete: a jobb kéz átfogja a bal kéz külső élét, és az ilyen módon összekulcsolt kezek lazán, leeresztve a test előtt vannak.
- A japán ember gondolkodásmódja szerint két ember között soha nincs egyenlőség, mert a nem, az életkor, a társadalmi pozíció határozza meg a valóságos vagy képzeletbeli alá-fölé rendeltséget. A beszélgetés során ezt a szintkülönbséget illik tisztelni és érzékeltetni.
- A nők bemutatása mindig a férfiak után következik, a kiszolgálásuk az asztalnál úgyszintén.
- A japánok tisztelik a külföldieket, mert tanulhatnak tőlük, ezért jól ismerik a nyugati kultúrákat. Büszkék arra, hogy idegen nyelven beszélnek, és arra is, hogy átveszik a külföldiek szokásait.
- A bemutatkozás alkalmával ajánlott névjegyet használni, mert a neveket nehéz megérteni. A névjegyet két kézzel illik átadni és átvenni. Nem sértés, ha a tárgyalás során a névjegyeket az ülésrend szerint elhelyezik a japán partnerek elé.
- Használható a megtisztelő szãn (úr, asszony), de a saját név után soha!
- A japánoknál, ugyanúgy, mint a magyaroknál, a családnév áll elöl, azt követi az utónév.
- A tárgyalás során a szavaknak szinte nincs jelentőségük, inkább a tartalom a lényeg. A japánok soha nem mondanak ellent, ehelyett homályos válaszokat adnak.
- A japán társalgás jellegzetessége az „igenlő tagadás”: ha egy keresett áru nincs az üzletben, a kereskedő válasza: „igen, nincs” (az ellenkező jelentést rövid habozás jelölheti). Ha valamit nem értenek, szégyellnek visszakérdezni. Egyedül nem hoznak döntést, csoportosan tárgyalnak, közben gyakran konzultálnak.
- A humorukra a bölcsesség a jellemző; az európai vicceket nem értik.
- Önmagukkal és a környezetükkel szemben egyaránt igényesek.
- Evőpálcikákkal étkeznek; azokat nem illik az idősebbeket megelőzve felvenni. Vendégségben a zöld tea utolsó kortyait szürcsölik, ezzel jelzik, hogy ízlik. A böfögéssel az étel kiváló minőségét dicsérik.
- Fogpiszkáló használatakor a szájat el kell takarni (a fogak és minden csont tisztátalan).
- A borravaló durva sértés, de kivétel itt is van, például egy operáció alkalmával az orvosnak adott hálapénz.
- Az érzelmeiket a mosolyuk mögé rejtik. A mosolyukkal sokkal többet képesek kifejezni, mint az európaiak. A nagyon széles mosoly zavart, elfogódottságot, mérget leplez. Szeretik azokat a történeteket amelyek a kemény munkáról, a lemondásról, az önfeláldozásról szólnak, megvetik a magabiztosságot, az erőszakos fellépést, a túlzott határozottságot, a magyarázkodást, az önsajnáltatást.
- Elítélik a szerénytelenséget, és azt aki önmagát, a hazáját, a környezetét, saját teljesítményét dicséri, de elismerik, ha valaki méltósággal viseli a kudarcot. Szeretnek fényképezni, jegyzetelni, ezért célszerű, ha városnézés alkalmával minél több számadat jut a tudomásukra.

## Latin-Amerika
Közép- és Dél-Amerikát nevezik így.
- A többség nyelve a spanyol, Brazíliában a portugál, néhány kisebb, volt gyarmati országban az angol, a francia és a holland.
- A latin-amerikaiak amerikai-nak vallják magukat, ugyanúgy, mint az Amerikai Egyesült Államok állampolgárai, akiket estadounidense-nek neveznek.
- A különböző nyelvű országok kultúrája eltérő, de az egyes országokon belül keveredik az őslakosok, a gyarmatosítók és a bevándorlók kultúrája. A modor sokszor egyénenként változik. Ugyanakkor udvarias hívásnak kell tekinteni az USA-ban szokásos Gyere ide! felszó-lításnak megfelelő kézmozdulatot, az ujjaknak a tenyér felé hajlítgatását.
- Brazíliában a mintegy másfél milliós japán közösség megőrzi a saját kultúráját, ugyanúgy, mint Argentínában az írek és a németek vagy bármelyik országban a kínaiak.
- A latin-amerikai országokra jellemző a spanyol etikett szigorú betartása.
- Faji kérdés nincs, de elkülönülés tapasztalható a gazdag fehérek és a szegény színes bőrűek között. Ez az öltözködésben is tapasztalható: a fehér ember a hőség ellenére is felveszi a zakót és nyakkendőt köt.
- A spanyol és a portugál anyanyelvűek közvetlenebbek, hangosabbak, az európaiaknak ez néha gorombaságnak tűnhet (például a vámvizsgálatnál), de nem az.
- Hivatalos rendezvények alkalmával elég a sötét öltöny, de nyáron elfogadottak a különböző színárnyalatok is. A nők öltözködése a színösszeállításban és az ékszerek viselésében feltűnő.
- A hölgyekkel szemben kötelező a tartózkodó magatartás („Kínáld dohánnyal a férfiakat és hagyd békén a nőket!” – figyelmeztették egykor a Latin-Amerikába utazókat).
- A feleségek ritkán vesznek részt hivatalos rendezvényeken.
- A latin-amerikai konyha fűszeresebb, mint a magyar. Fő ételük a burgonya és a kukorica, ezeket sokféleképpen használják fel.

### Nagy-Britannia
Jobb, ha már most bevésődik: az ország hivatalos neve United Kingdom of Great Britain and Northern Ireland, azaz Nagy-Britannia és Észak-Írország Egyesült Királysága. Konferenciákon, sajtóhírekben, hivatalos szóhasználatban emlegetik csak Nagy-Britanniaként vagy Egyesült Királyságként. Az Anglia kifejezés csak Angliára vonatkozik, és nem az egész országra. Ha valaki mégis az egész országot nevezi Angliának, azt Walesben, Skóciában vagy Észak-Írországban nem bocsátják meg.
Az ország szokásrendszere meghatározó az európai protokollban: angol udvariasság, angol humor, angol hidegvér, angolosan távozik. 
A királyság polgára tudja, hogy az anyanyelvét szerte a világon ismerik, és emiatt így is viselkedik.
Bemutatkozáskor a köszönés sajátos formája a How do you do? (jelentése: Üdvözlöm! és nem az, hogy Hogy van?), amire ugyanezt kell válaszolni. A How are you? (Hogy van?/Hogy érzi magát?) kérdéssel érdeklődnek a hogylétünk felől, de ez pusztán udvariasság, egy mosolygós Thank you, fine (Köszönöm, jól!) vagy egy szerény Not too bad (Nem túl rosszul) választ kell adni. 
A férfi csak akkor köszönhet előre egy nőnek, ha az már egy mosollyal, fejbiccentéssel, arckifejezéssel jelezte, hogy fogadja a férfi köszönését. Nagyobb társaságban a bemutatás nem teljes, ezért a következő találkozásnál a nő dönti el, hogy teljes értékűnek ismerje-e el a bemutatást.
Nagy-Britanniában a Hello csak a jó barátok között elfogadott forma. (Távozáskor még akkor sem.) A férfiak nem szoktak kezet fogni, ezt kontinentális szokásnak tartják. Az (imitált) kézcsókot kerülik, de a külföldieknek megbocsátják.
Az angol ember korrekt, komoly és nagyon udvarias. A gentleman (úr/úriember) nem csak üres szó nála. Mindig barátságos, de sohasem barátkozó. Tartózkodó, szerény, keveset beszél, a kijelentéseket lágyítja az „úgy gondolom”, „úgy tűnik”, „attól tartok” változatokkal. Hálás a figyelmes kiszolgálásért. A humorérzéke jellegzetes, fanyar angol humor. Az időjárás szóba hozása nem csupán formalitás: a szigetország időjárása nagyon változékony.
A pontosságot mindenek fölött megkövetelik.
A megszólítás a mindennapi életben egyszerűnek: Mr. Smith, Mrs. Smith, Miss Smith. A lovagok megszólítása társaságban Sir + keresztnév, de a teljes, hivatalos forma a Sir + teljes név. A lovagi címet az uralkodó adományozza, ma már előadóművészek is kiérdemelhetik, például Sir Anthony Hopkins, Sir Paul McCartney, Sir Elton John.
A hölgyek lovagi rangja a Dame, amely egyben az angol báró/lovag feleségének járó cím is lehet. A lovagi címet ki kell érdemelni, az nem örökölhető. A Sir mint önálló megszólítás minden tisztességes férfit megillet Nagy-Britanniában, de a „Mister” (ellentétben Amerikával) önmagában nem használatos, mert durva sértés. 
A hivatali életben a hierarchia miatt a megszólítás igen bonyolult.
A bocsánatkérés szava a Sorry (Bocsánat!, Pardon!, Elnézést (kérek)!), az I’m so sorry (Annyira sajnálom!) már egy kicsit affektáló. Társaságban a társalgási szabály, hogy a köszönetre a válasz ugyanaz: „Thank you”.
Az öltözködésben az angol a zárt formákat, a sötét színeket kedveli. Az öltözködés konzervatív. Nappal is sötét öltöny a szokásos, fehér vagy fehér csíkos inggel. Adott hivataltól, helytől és beosztástól függően a nők is viselhetnek nadrágot, a férfiak pedig farmernadrágot. Általános követelmény, hogy úgy kell öltözni, mint a többiek. Bevett szabály, hogy jobb egy fokkal túlöltözöttnek lenni, mint alulöltözöttnek. A vacsorához mindig átöltöznek. A szabadságuk idején levetik a konzervatív öltözetüket és a legkülönfélébb ruhákat veszik fel.
A luxusszállókban az alkalomtól függően a férfiak szmokingot, sötét ruhát, a nők estélyi- vagy kisestélyi ruhát öltenek. Étkezéskor a szalvétát a gallérba tűzik vagy az ölükbe teszik és ha nincs szükség mindkét kezükre, a bal kezüket a szék karfájára helyezik.
A borravaló mértéke 12,5 százalék: 10 százalékot a számla fizetésekor, 2,5 százalékot pedig az asztalon illik hagyni.
Az otthoni meghívás szabályai: a pontosság kötelező; a névjegyen a londoni cím a bal alsó sarokban, a vidéki pedig a jobb alsóban áll; névjegy postán nem küldhető, és a sarkát soha nem szabad behajtani. Az At Home kártyák azt jelzik, hogy a házigazda mely napokon, mikor fogad vendégeket (mikor van otthon), az ilyen időpontokra külön meghívó nem kell.
Kínáláskor egyértelműen jelzik, hogy kérnek-e még vagy sem az ételből/italból: Yes, please (Igen, kérek) vagy No, please. (Nem kérek), illetve a Yes, thank you. (Köszönöm, kérek.) vagy a No, thank you (Köszönöm, nem kérek.). 
A dohányzás szabályai általában az étkezéshez kötődnek: nem illik rágyújtani, amíg arra a házigazda engedélyt nem ad. Valamikor csak az étkezés után, a dohányzóban lehetett rágyújtani, ahová a házigazda kísérte át a férfiakat, miközben a hölgyek külön szalonba vonultak. Hivatalos étkezéseken ma sem szabad rágyújtani mindaddig, amíg a királynőre pohárköszöntőt nem mondanak. A füstölgés kezdetét a toastmaster (áldomásmester) jelzi: „Ladies and Gentlemen, you may now smoke.” (Hölgyeim és Uraim, (most már) dohányozhatnak.)

### Olaszország
Az olaszokra a heves beszédmodor, az élénk gesztikulálás, az érzelmek erőteljes kimutatása, a harsányság, a közvetlenség, a kötetlenség jellemző.
- A nemzetközi normákat nem sértik meg, a pontatlanság, a lezserség számukra is megengedhetetlen.
- A napszakok: Olaszországban még este van, amikor Magyarországon már éjszaka. Ennek oka a nagy meleg miatti déli szieszta.
- A megszólításban a Signor, Signora, Signorina (Uram, Asszonyom, Kisasszony) helyett az olaszok a rangot vagy a tudományos fokozatot részesítik előnyben: Dottore, Professore, Avvocato (doktor, professzor, ügyvéd).
- A köszöntés heves érzelemnyilvánítással jár együtt: vállon veregetés, ölelés, arcra adott csók.
- Öltözködés: este és ünnepélyes alkalmakkor a sötét öltöny kötelező, frakk vagy szmoking csak kivételes esetekben.

### Spanyolország
Franciaország mellett az etikett másik szülőhazája. A spanyol ember nagyon udvarias, szívélyes, erősen gesztikulál, nagy hangerővel beszél. 
A köszönés mindig a napszakhoz igazodik és mindig többes számban áll: ¡Buenos días! (Jó reggelt/napot – délelőtt), ¡Buenas tardes! (Jó napot/estét – délután), ¡Buenas noches! (Jó éjszakát!). A kézfogást ismerik, az arcra adott csók csak nagyon jó ismerősök között dívik. A megszólítás a señor (Sr.), señora (Sra.), señorita (Srita.) (uram, asszonyom, kisasszony), utána pedig a vezetéknév. Ismeretlen férfi megszólításakor nem illik señort mondani, helyette a caballerót használják. Bizalmasabb megszólításkor, főleg idősebb vagy magas rangú emberek esetén a keresztnév elé férfinél a Don, asszonyoknál a Doña szót teszik.
A spanyol társalgásban gyakoriak az udvariassági formák és gesztusok. A kézcsók ugyan spanyol eredetű, de a hivatalos kapcsolatokban bizalmaskodásnak számít. Otthoni vendéglátáskor ne dicsérjük a tárgyakat, mert a házigazda rögtön kijelenti, hogy „A rendelkezésére áll!” (arab szokás).
A bikaviadalra (corrida) pontosan kell érkezni, azt nem szabad bírálni. A pontosság a hivatalos kapcsolatokban is kívánatos, de a magánéletben már nem. 
A polgári rétegekben kötelező a zakó, a nyakkendő és lehetőleg a fehér ing. Frakkra, szmokingra csak ritkán van szükség. A nők öltözéke zárt, szemérmesség jellemzi. A miniszoknya idején is divatos nadrágot hordtak, hivatalos alkalmakkor pedig még a legnagyobb melegben is harisnyát vettek fel.

## Fordítás
- Ez a szócikk részben vagy egészben  az   Etiquette című angol Wikipédia-szócikk fordításán alapul.  Az eredeti cikk szerkesztőit annak laptörténete sorolja fel. Ez a jelzés csupán a megfogalmazás eredetét és a szerzői jogokat jelzi, nem szolgál a cikkben szereplő információk forrásmegjelöléseként.